# 北灣 (安大略省)
北灣（英語：North Bay）是加拿大安大略省東北部一座城市，為尼皮辛區的行政中心，坐落尼皮辛湖北部的一個湖灣，因而得名。據2011年加拿大人口普查所示，北灣市内人口為53651人，都會區人口則達64043人。
加拿大太平洋鐵路於1882年開通至此；約翰·費格遜（John Ferguson）有感此處的發展潛力豐厚，遂在此購買288英畝土地，並成為這裡的首任郵政局長。鐵路公司隨後增加開往北灣的火車班次，而此處的豐富林木資源亦吸引不少民眾遷居北灣投身林木業，令北灣迅速增長，並於1891年建制為鎮，再於1925年改設為市。西費里斯鄉（West Ferris）和維迪菲爾德鄉（Widdifield）於1968年併入北灣市，令其達至目前的界線。
北灣為安大略省内兩條橫加公路路段—11號公路和17號公路—的東端交匯處。11號公路向南伸延至巴里並在此駁上400號高速公路通往多倫多，向北則一直伸延至雷灣。17號公路向東伸延至晏派亞並駁上417號高速公路通往渥太華，向西則經瑟比利通往緬尼托巴省邊界。此外，63號公路的西南端終點亦設於北灣，自此往東北伸延至魁北克省邊界。航空交通方面，北灣傑克·加蘭機場（North Bay/Jack Garland Airport，IATA代碼：YYB，ICAO代碼：CYYB）提供航線來往多倫多、渥太華、瑟比利、蘇聖瑪麗和雷灣。

## 外部連結
- 维基共享资源上的相關多媒體資源：北灣
- （英文）北灣市政府官方網站（页面存档备份，存于）